# Seiji Isobe
Seiji Isobe (jap. 磯部清次 Isobe Seiji; ur. 29 lutego 1948) – japoński karateka stylu kyokushin, obecnie z obywatelstwem brazylijskim, posiadacz 8 dana. Od dziecka trenował shōtōkan karate. Trening kyokushin rozpoczął w roku 1968, pod okiem Masutatsu Ōyamy. Był jego osobistym uczniem (jap. uchi deshi). W 1970 z polecenia Oyamy założył filię dojo w mieście Fukui. Mas Ōyama zauważył jego zdolności menadżerskie, i w 1970 zaproponował mu misję propagowania i utworzenia sieci dojo w Ameryce Południowej. W tymże roku Seiji Isobe przeprowadził się do Brazylii i został szefem kyokushin na Ameryką Południową.
Po śmierci Masutatsu Oyamy, Seiji Isobe pozostał w odłamie kyokushin prowadzonym przez Shōkei'a Matsui (IKO1) i po dziś dzień kieruje organizacją w Ameryce Południowej.
Seiji Isobe (mimo iż sam nie odnosił nigdy wielkich sukcesów zawodniczych) zasłynął jako jeden z najlepszych trenerów kyokushin. Jego uczniami byli tacy mistrzowie jak:
- Ademir da Costa
- Francisco Filho
- Glaube Feitosa
- Ewerton Teixeira